# Pseudokerana
Pseudokerana là một chi bướm ngày thuộc họ Bướm nâu.